# 木浦正幸
木浦 正幸（このうら まさゆき、1952年（昭和27年）11月25日 - ）は、日本の政治家。元新潟県議会議員、元上越市長（2001年11月9日 - 2009年11月8日）。

## 人物
新潟県出身。日本大学文理学部卒。保育園園長、上越青年会議所理事長、日本青年会議所地区担当常任理事などを務め、1992年の新潟県議会議員補欠選挙に無所属で立候補し、初当選。上越市長選挙に立候補するまで3期務める。この間に自由民主党会派に所属した。
2001年10月28日投票の上越市長選に自民党関係者の一部から擁立される形で、改革派市長との評価もあった現職の宮越馨（後に県議となり知事選立候補）に挑み初当選を果たした。そして、全国最多となる1市13町村の合併を実現後に行なわれた2005年10月30日の選挙においても宮越を破った。これは宮越時代に累積した赤字を削減したことやクリーンなイメージ（宮越市長のセクハラ問題やゴミ処理施設解体工事の訴訟合戦等）、宮越と違い調整型の手法を取っていることが評価されたと見られる。
しかし、2006年12月、2005年の市長選の際に市が出資する2社などが自民党上越支部に献金を行ない、さらに同支部から木浦市長の後援会と資金管理団体に献金が行なわれていたことが発覚した。これは政治資金規正法で禁止されている地方自治体出資企業からの献金に該当するだけでなく、木浦市長への迂回融資ではないかとの疑惑となった。

この件に関し、上越市議会は12月定例市議会において木浦市長の2007年1月から2ヶ月間の減給30%を決定したほか、2007年1月14日には市川文一上越市議が同支部長を辞任した。
さらに2007年1月25日、2005年の政治資金収支報告書に、木浦市長の後援会に対して行われたとされている親族16人からの献金2300万円のうちの一部が架空であるという疑惑を新潟日報が報じた。木浦市長は新潟日報に対し「（詳細は）分からない」という答えを連発したという。
- 親族の記事については、2007年1月26日付の新潟日報を参考に構成した。

2009年6月23日の上越市議会定例会後の記者会見で、10月25日に投開票が行われる上越市長選への不出馬を表明した。なお、『新潟日報』2009年5月20日付において、既に不出馬の意向を関係者に伝えていたと暴露されていた。
2023年（令和5年）春の叙勲で旭日小綬章を受章した。

## 上越市長としての施策
- 2008年4月1日より、自治基本条例を施行した。
- 旧13町村全てを地域自治区に指定し、選挙で選ばれた無給の委員で構成される地域協議会を設置した。地域協議会では、「地域自治区の区域に係る事務などのうち市長や教育委員会などから諮問された事項」について審議し、市長に意見を述べられることになっているほか、地域内独自の課題について審議し市長に意見を述べることができることになっている[7]。なお、2009年10月からは旧上越市内に更に15の地域協議会を設立することになっていたが、先行する13区同様[8]、公募では委員を充足できなかった区が多く見られた[9]。
- 旧直江津市地区出身であるが、木浦市政になってから市の要職の多くを直江津地区出身者が占めているため、『直江津人事』と揶揄されることもある[要出典]。
- 老朽化した直江津図書館を直江津駅前のホテル内に移転する計画が出たが、このホテルは資金繰りに窮していた。ホテル側から図書館としてのスペースを提供することを市に打診したとのことであるが、市とホテルの交渉の席にホテルに資金を融資していた金融機関が同席し、契約締結の期限を示していた。計画は実施され、現在はホテルの一部が市の施設「直江津学びの交流館」になっている。区分所有法により市が権利を所有している。